# Kate Collins
Kate Collins (Boston, 6 de maio de 1958) é uma atriz norte-americana, mais conhecida por seu papel na série de televisão All My Children, na qual trabalhou originalmente nas temporadas de 1985 até 1991, com um retorno em 2010.

## Juventude
Kate Collins nasceu em Boston, Massachusetts e cresceu em Washington D.C., cidade na qual seu pai trabalhava. Ela é a filha mais velha do astronauta Michael Collins, que serviu como Piloto do Módulo de Comando na histórica missão Apollo 11, que realizou o primeiro pouso tripulado na Lua, em 1969.
Ela se formou na National Cathedral School e estudou teatro na Northwestern University, graduando-se em 1981.  

## Carreira
Após a faculdade, ela trabalhou em vários grupos de teatro regionais e apareceu em produções off-Broadway.
Ela foi escalada para a série de TV All My Children em 1985, período em que fazia  apresentações em uma peça da Broadway. Ela deixou a série em 1992; e o seu personagem passou a ser interpretado por Melody Anderson. Posteriormente, em  22 de junho de 1993  o personagem foi morto. Collins retornou ao programa em 1997, 1998 e 2001 como o "espírito" de sua antiga personagem. Ela esporádicamente também interpretou o papel da irmã mentalmente doente de 1991 a 1992 e de 2005 a 2007, e novamente em 2010 e 2011.
Paralelamente, em 1990, ela estrelou a peça teatral de paródia Quiet on the Set.

### Participações especiais
Kate Collins também efetuou algumas participações especiais nas novelas One Life to Live, Guiding Light, Search for Tomorrow e Another World.
Adicionalmente, Collins também fez uma participação especial em L.A. Law e co-apresentou o Good Morning America em 1989, onde substituiu a apresentadora regular  do programa, Joan Lunden.

## Vida pessoal
Em outubro de 1992, Kate Collins se casou com Charles Newell, diretor artístico do The Court Theatre, em Chicago. Eles têm dois filhos e vivem em Hyde Park, em Chicago.

## Filmografia

### Filme
| Ano  | Título            | Papel          | Notas |
| ---- | ----------------- | -------------- | ----- |
| 1987 | Motim na 42nd St. | Michelle Owens |       |

### Televisão
| Ano       | Título                 | Papel                               | Notas                                       |
| --------- | ---------------------- | ----------------------------------- | ------------------------------------------- |
| 1986–2011 | Todos os meus filhos   | Natalie Marlowe / Janet Marlowe     | 259 episódios                               |
| 1989      | Bom dia América        | Apresentadora convidada             | 1 episódio                                  |
| 1993      | Direito de Los Angeles | Judith Craig                        | Episódio: "É por isso que a moça é um selo" |
| 2021      | Cavuto ao vivo         | Filha do astronauta Michael Collins | 1 episódio                                  |